# Сельскохозяйственный район штата Параиба (мезорегион)

Сельскохозяйственный район штата Параиба на карте.

Сельскохозяйственный район штата Параиба (порт. Mesorregião do Agreste Paraibano) — административно-статистический мезорегион в Бразилии. Входит в штат Параиба. Население составляет 1 213 279 человек (на 2010 год). Площадь — 12 931,781 км². Плотность населения — 93,82 чел./км².

## Демография
Согласно сведениям, собранным в ходе переписи 2010 г. Национальным институтом географии и статистики (IBGE), население мезорегиона составляет:
| Полное население                            | Полное население                            | Полное население                            | Полное население                            | 1 213 279 |
| ------------------------------------------- | ------------------------------------------- | ------------------------------------------- | ------------------------------------------- | --------- |
| в том числе:                                | Городское население                         | 851 552                                     | Процент городского населения, %             | 70,19     |
|                                             | Сельское население                          | 361 727                                     | Процент сельского населения, %              | 29,81     |
|                                             | Мужское население                           | 588 095                                     | Процент мужского населения, %               | 48,47     |
|                                             | Женское население                           | 625 184                                     | Процент женского населения, %               | 51,53     |
| Плотность населения, чел/км²                | Плотность населения, чел/км²                | Плотность населения, чел/км²                | Плотность населения, чел/км²                | 93,82     |
| Население мезорегиона в % к населению штата | Население мезорегиона в % к населению штата | Население мезорегиона в % к населению штата | Население мезорегиона в % к населению штата | 32,21     |

## Статистика
- Валовой внутренний продукт на 2003 год составляет 3 657 403 690,00 реалов (данные: Бразильский институт географии и статистики).
- Валовой внутренний продукт на душу населения на 2003 год составляет 3147,37 реалов (данные: Бразильский институт географии и статистики).
- Индекс развития человеческого потенциала на 2000 год составляет 0,631 (данные: Программа развития ООН).

## Состав мезорегиона
В мезорегион входят следующие микрорегионы:
1. Кампина-Гранди
2. Эсперанса
3. Гуарабира
4. Итабаяна
5. Умбузейру
6. Брежу-Параибану
7. Куриматау-Осидентал
8. Куриматау-Ориентал